# 笨拙的太陽
《笨拙的太陽》（日語：不器用太陽）是日本女子偶像團體SKE48的第15張單曲唱片，於2014年7月30日由愛貝克思旗下的唱片品牌Avex trax發行，而同樣由愛貝克思代理的台壓版於2014年8月1日上市。

## 簡介
《笨拙的太陽》是接續2014年春天的《未來是什麼？》（未来とは?）之後，間隔約4個月後發行的新單曲。如同48集團的慣例，此張單曲也是採一作品多版本發行的方式，共推出Type-A、-B、-C、-D與劇場版（劇場盤）五個收錄曲目不同的版本，其中Type-A、-B、-C與-D四版還分為單曲上市初期限量發行的初回版，與之後持續發行的通常版，因此實際上總共有9種不同內容細節的發行版本。除了銷售通路不同外，劇場版也不附收錄MV的DVD。除此之外，四个标准版又分别发行有限量的“初回版”与常态销售的普通版，二版本在主体产品的CD与DVD内容上完全一样，主要的差异在于封面及附赠的特典产品不同——初回版不仅多附了活动参加替换券1枚，SKE48 重温时间 最佳曲目 2014投票券一枚，还随机任选一张附入、印有81名不同成员的生写真。
本張單曲是AKB48集團在2014年2月底時舉辦了大組閣祭、並進行大規模的成員異動與分隊組織之後，SKE48第一張推出的單曲，因此也是首度啟用新分隊編組的單曲。在Type-A、-B與-C三個版本中，個別收錄了一首新一代Team S、Team KII與Team E的隊曲，至於Type-D則是收錄了三人小分隊「田～須～、小～松～與小～谷～」（だ〜す〜、つ〜ま〜&に〜た〜）的新曲作為對應。
由於打從團體成立後，SKE48就一直是以激烈的舞蹈動作作為團體特色，與其他姊妹團體區隔，因此歷年來的十餘張單曲不管歌詞主題是什麼，配樂本身全都是採快節奏的作品風格。但本次的主打曲《笨拙的太陽》卻是前所未見、加入了一些嘻哈要素的抒情慢歌，可說是SKE48單曲中風格最為獨特的一首。

## 版本與收錄內容

### Type-A
此版本的收錄內容包括：
CD
1. 《笨拙的太陽》（不器用太陽）
2. 《放學後的比賽》（放課後レース）（Team S演唱曲）
3. 《Coming soon》（「競艇选拔」（ボートピア選抜）演唱曲）
4. 《就只是朋友》（友達のままで）（「精选10」（セレクション10）演唱曲）
5. 《笨拙的太陽》純配樂（off vocal）版
6. 《放學後的比賽》純配樂版
7. 《Coming soon》純配樂版
8. 《就只是朋友》純配樂版

DVD
1. 《笨拙的太陽》MV
2. 《放學後的比賽》MV
3. 特典影片：「Team S的軌跡～SKE48初組閣（2013.4.13）→Zepp Nagoya（2014.5.12）～」紀錄影片（「Team Sの軌跡～SKE48初の組閣（2013.4.13）→Zepp Nagoya（2014.5.12）～」documentary movie）

### Type-B
此版本的收錄內容包括：
CD
1. 《笨拙的太陽》
2. 《再見了 昨天的我》 （サヨナラ 昨日の自分，Team KII演唱曲）
3. 《Coming soon》
4. 《就只是朋友》
5. 《笨拙的太陽》純配樂版
6. 《再見了 昨天的我》純配樂版
7. 《Coming soon》純配樂版
8. 《就只是朋友》純配樂版

DVD
1. 《笨拙的太陽》MV
2. 《再見了 昨天的我》MV
3. 特典影片：「Team KII的軌跡～SKE48初組閣（2013.4.13）→Zepp Namba（2014.5.13）～」紀錄影片（「Team KIIの軌跡～SKE48初の組閣（2013.4.13）→Zepp Namba（2014.5.13）～」documentary movie）

### Type-C
此版本的收錄內容包括：
CD
1. 《笨拙的太陽》
2. 《香蕉革命》（バナナ革命，Team E演唱曲）
3. 《Coming soon》
4. 《就只是朋友》
5. 《笨拙的太陽》純配樂版
6. 《香蕉革命》純配樂版
7. 《Coming soon》純配樂版
8. 《就只是朋友》純配樂版

DVD
1. 《笨拙的太陽》MV
2. 《香蕉革命》MV
3. 特典影片：「Team E的軌跡～SKE48初組閣（2013.4.13）→Zepp Sapporo（2014.5.15）～」紀錄影片 （「Team Eの軌跡～SKE48初の組閣（2013.4.13）→Zepp Sapporo（2014.5.15）～」documentary movie）

### Type-D
此版本的收錄內容包括：
CD
1. 《笨拙的太陽》
2. 《夢想比戀愛更重要》（恋よりもDream）「田〜须〜、村〜松〜&尼〜塔〜」（だ～す～、つ～ま～＆に～た～）演唱曲）
3. 《Coming soon》
4. 《就只是朋友》
5. 《笨拙的太陽》純配樂版
6. 《夢想比戀愛更重要》純配樂版
7. 《Coming soon》純配樂版
8. 《就只是朋友》純配樂版

DVD
1. 《笨拙的太陽》MV
2. 《夢想比戀愛更重要》MV
3. 特典影片：「SKE48 新隊伍移籍、兼任成員的軌跡～7人各自在新天地的挑戰～」 documentary movie （「SKE48 新チーム移籍・兼任メンバーの軌跡～7人それぞれの新天地での挑戦～」 documentary movie）

### 劇場版
只透過網路通路銷售的劇場版是9個版本中唯一不附DVD者，其唱片封面是20名單曲選拔組的成員合照。
此版本的收錄內容包括：
CD
1. 《笨拙的太陽》
2. 《Coming soon》
3. 《就只是朋友》
4. 《SKE48 15th Single Medley》
5. 《笨拙的太陽》純配樂版
6. 《Coming soon》純配樂版
7. 《就只是朋友》純配樂版

## 歌曲與選拔成員
以下所提及的成員所屬分隊都是以單曲唱片發行的時間點為準。

### 笨拙的太陽
主打單曲《笨拙的太陽》（不器用太陽）是一首由製作人秋元康作詞，章夫作曲，野中MASA雄一编曲的歌曲。歌曲于2014年7月10日SKE48的剧场公演结尾时首次公开演出，并被选作电视节目《SKE48 炸蝦Show!》的主题曲。担任此曲center（中央位置）的成员是松井珠理奈，此張單曲的詳細單曲選拔組成員名單如下：
- Team S：東李苑、大矢真那、北川綾巴、二村春香、松井珠理奈、宮澤佐江、渡邊美優紀
- Team KII：大場美奈、高柳明音、古川愛李、古畑奈和、山田菜菜
- Team E：岩永亞美、梅本圓（梅本まどか）、木本花音、熊崎晴香、佐藤堇（佐藤すみれ）、柴田阿彌、須田亞香里、松井玲奈

### 放學後的比賽
只收錄於Type-A的B面曲《放學後的比賽》（放課後レース）是一首由製作人秋元康作詞，重永亮介作曲，生田真心编曲的歌曲。这首歌曲由大组阁祭后结成的Team S成员演唱，担任此曲center（中央位置）的成员是松井珠理奈，具体成员名单如下：
- Team S：東李苑、大矢真那、北川綾巴、後藤理沙子、佐藤实绘子、竹内舞、田中菜津美、都築里佳、中西優香、二村春香、松井珠理奈、松本慈子、宮澤佐江、宮前杏实、矢方美紀、山内鈴蘭、渡邊美優紀

### Coming soon
收錄於全部版本的歌曲《Coming soon》是一首由製作人秋元康作詞、和田耕平作曲并编曲的歌曲。本曲由组合中超过20岁的成员组成的“赛艇选拔”（ボートピア選抜）演唱，这首歌也被选用为名古屋赛艇场“一起来・春篇”的广告曲。担任此曲center（中央位置）的成员是松井玲奈与高柳明音，具体成员名单如下：
- Team KII：大場美奈、高柳明音、古川愛李
- Team E：佐藤堇、柴田阿弥、須田亞香里、松井玲奈
- 研究生：松村香織

### 就只是朋友
收錄於全部版本的歌曲《就只是朋友》（友達のままで）是一首由製作人秋元康作詞，小川耕太（小川コータ）作曲，若田部誠编曲的歌曲。本曲由“精选10”（セレクション10）名义的小分队演唱，这首歌也被选用为JA银行夏季活动2014“存款换饭盒篇”的广告曲。担任此曲center（中央位置）的成员是松井玲奈与松井珠理奈，具体成员名单如下：
- Team S：東李苑、北川綾巴、松井珠理奈
- Team KII：大場美奈、高柳明音、古川愛李、古畑奈和
- Team E：木本花音、須田亞香里、松井玲奈

### 再見了 昨天的我
只收錄於Type-B的B面曲《再見 昨天的自己》（サヨナラ 昨日の自分）是一首由製作人秋元康作詞，平隆介作曲，楊慶豪编曲的歌曲。这首歌曲由大组阁祭后结成的Team KII成员演唱，担任此曲center（中央位置）的成员是高柳明音，具体成员名单如下：
- Team KII：阿比留李帆、荒井優希、石田安奈、内山命、江籠裕奈、大場美奈、加藤智子、北野瑠華、木下有希子、神門沙樹、惣田紗莉渚、高木由麻奈、髙塚夏生、高柳明音、日高優月、古川愛李、古畑奈和、水埜帆乃香、山下由加里（山下ゆかり）、山田菜菜、山田瑞穗（山田みずほ）

### 香蕉革命
只收錄於Type-C的B面曲《香蕉革命》（バナナ革命）是一首由製作人秋元康作詞，IKEZO作曲，若田部誠编曲的歌曲。这首歌曲由大组阁祭后结成的Team E成员演唱，担任此曲center（中央位置）的成员是松井玲奈，具体成员名单如下：
- Team E：磯原杏華、市野成美、岩永亞美、梅本圓、大脇有紗、加藤琉美（加藤るみ）、木本花音、熊崎晴香、小石公美子、小林亚实、齊藤真木子、酒井萌衣、佐藤堇、柴田阿弥、須田亞香里、髙寺沙菜、谷真理佳、松井玲奈、山田澪花

### 夢想比戀愛更重要
只收錄於Type-D的B面曲《比起恋爱更似梦想》（恋よりもDream）是一首由製作人秋元康作詞，小内喜文作曲，佐佐木裕编曲的歌曲。本曲是由曾演唱《这里来一发》的須田亞香里與松村香織兩人所組成的小分队“田〜须〜&小〜松〜”加入谷真理佳组成「田〜须〜、小〜松〜、小〜谷〜」（だ～す～、つ～ま～＆に～た～，Dasu・Tsuma&Nita）所演唱，其分隊名是以（Suda）、（Matsumura）与（Tani）三人姓氏的前兩個發音前後顛倒之後組合而成，担任此曲center（中央位置）的成员是谷真理佳，具体成员名单如下：
- Team E：須田亚香里、谷真理佳
- 研究生：松村香織

## 外部連結
- SKE48官方網站作品介紹頁面：（日語）
  - Type-A 初回版、通常版
  - Type-B 初回版、 通常版
  - Type-C 初回版、通常版
  - Type-D 初回版、 通常版
  - 劇場版
- 台灣愛貝克思官方網站作品介紹頁面：（繁體中文）
  - 初回版A （页面存档备份，存于）、初回版B （页面存档备份，存于）、初回版C （页面存档备份，存于）、初回版D （页面存档备份，存于）
- 官方YouTube頻道MV：
  - YouTube上的《笨拙的太陽》特殊剪輯版MV
  - YouTube上的《放學後的比賽》特殊剪輯版MV
  - YouTube上的《再見了 昨天的我》特殊剪輯版MV
  - YouTube上的《香蕉革命》特殊剪輯版MV
  - YouTube上的《夢想比戀愛更重要》特殊剪輯版MV